# Pharella olivacea
Pharella olivacea is een tweekleppigensoort uit de familie van de Pharidae. De wetenschappelijke naam van de soort is voor het eerst geldig gepubliceerd in 1852 door Metcalfe.